# Asteroid de tip F
Asteroizii de tip F sunt o clasă rară de asteroizi, care face parte din grupul asteroizilor carbonici. Printre asteroizii care fac parte din această clasă spectrală se numără 877 Walküre și 45 Eugenia.